# Basick Records
Basick Records est un label discographique britannique de metal progressif, basé à Londres. Il est l'un des principaux labels spécialisés dans le death metal progressif et technique. Il est fondé en 2005 par Nathan « Barley » Phillips et son demi-frère Jake Smith. La publicité et le marketing sont assurés par Hold Tight! PR, qui est dirigé par Lisa Coverdale et James Monteith.

## Histoire

### Débuts (2005–2011)
En 2005, Nathan Phillips et son demi-frère Jake Smith décident de créer leur propre label dans leur ville natale de Luton. Le nom Basick est délibérément choisi par Nathan et Jake et représente un jeu de mots entre les mots anglais basic et sick (ici : « génial »). De plus, le label a été créé ironiquement sous la devise back to basics (en anglais « retour aux sources »), bien que la musique que le label distribue soit très différente des bases du heavy metal.
L'objectif de la création du label était de soutenir des groupes locaux, comme Enter Shikari, encore inconnu à l'époque. Comme Nathan avait déjà travaillé entre 2002 et 2005 chez AiRecords, un label britannique spécialisé dans la musique électronique, et qu'il y avait déjà publié lui-même une partie de sa musique, il avait déjà de l'expérience dans le domaine de la musique. Depuis la maison familiale, ils ont distribué ensemble leurs premières compilations et organisé des concerts dans les environs. Le label signe son premier groupe, Fellsilent, qui sort son premier EP, The Double A, le 19 décembre 2005. D'autres sorties suivent, notamment celles du groupe de post-hardcore The Abner et du groupe de rock Without Thought.
Avec les signatures de The Arusha Accord, No Made Sense et My Minds Weapon en 2008, le label se concentre désormais sur des groupes de metal progressif et death metal technique. La même année, le demi-frère de Nathan, Jake Smith, quitte le label pour se consacrer entièrement à son groupe d'alors, Our Divide. En 2009, Lisa Coverdale s'intéresse au label et propose son soutien à Nathan. En collaboration avec James Monteith, guitariste de TesseracT, elle met en place Hold Tight! PR, qui est devenu une partie intégrante de Basick Records et qui s'occupe du marketing du label. D'autres sorties suivent en 2010, notamment celles de Bury Tomorrow, Ion Dissonance et Evita. Le label fête également son cinquième anniversaire, à l'occasion duquel un concert est donné dans la ville fondatrice de Luton, au cours duquel le groupe Chimp Spanner se produit pour la première fois en live devant un public. Le label publie également un best-of, qui est mise à disposition en téléchargement gratuit.

### Contrats internationaux (2011–2012)
Début 2011, le label signe des contrats avec la société de distribution Alternative Distribution Alliance (ADA), appartenant au groupe Warner Music, ainsi qu'avec le label allemand Century Media Records. Alors que Century Media s'occupait exclusivement de la distribution en Amérique du Nord, ADA obtient les droits pour le reste du monde et se charge de la vente de la musique par le biais de distributeurs et de plateformes Internet de première main. En août, pendant les émeutes de 2011 en Angleterre, un entrepôt de Sony DADC à Londres brûle entièrement. En novembre 2011, Basick Records signe avec l'artiste français Rémi Gallego, qui mélange musique électronique et riffs de guitare sous le nom de The Algorithm. En janvier 2012, le label américain Prosthetic Records reprend la distribution en Amérique du Nord. Ce rachat permet à Basick Records d'entrer dans le système de Red Distribution, distributeur axé sur le punk hardcore et le metal, qui appartient à Sony, et de renforcer ainsi sa position sur le marché américain. Le premier album de Basick Records distribué par Prosthetic est l'EP All Roads Lead Here de Chimp Spanner.

### Derniers développements (depuis 2013)
À l'occasion de la sixième édition du Record Store Day, qui se tient le 20 avril 2013, le label publie des rééditions en vinyle de At the Dreams Edge de Chimp Spanners, Polymorphic Code de The Algorithms, Februus de Uneven Structure, et Blinding White Noise et Illusion and Chaos de Skyharbor, chacune limitée à 500 exemplaires et disponible chez certains disquaires en Europe, en particulier au Royaume-Uni. Le verso des pochettes de protection des vinyles était conçu de telle sorte que lorsque les quatre disques étaient réunis, le logo du label était visible. Mi-juin, le label annonce qu'il distribuerait en Europe l'album Absent Light de Misery Signals, sorti fin juillet, après que le groupe se soit séparé de son ancien label et ait récolté plus du double de la somme visée pour l'enregistrement du nouvel album via la plateforme de financement participatif Indiegogo.

## Groupes et artistes

### Actuels
- A Dark Orbit
- A Trust Unclean
- Alaya
- Aliases
- Bad Sign
- BEAR
- Chimp Spanner (en)
- Create to Inspire
- Damned Spring Fragrantia[14]
- Dissipate
- Fall of Minerva
- First Signs of Frost
- FOES
- Harbinger[15]
- Misery Signals[16]
- Murdock
- No Consequence
- Sikth
- The Colour Line

### Anciens
- 7 Horns 7 Eyes
- Between the Screams (en)
- Blotted Science
- Bury Tomorrow
- Circles
- Devil Sold His Soul
- Evita
- Fellsilent (sauf Amérique du Nord)
- Gehenna VII VII VII
- Glass Cloud (en)
- Intervals
- Ion Dissonance
- Moesaboa
- Monuments
- My Minds Weapon
- Napoleon
- No Made Sense
- Shy of the Depth
- Skyharbor
- Sleep Token
- The Abner
- The Algorithm
- The Arusha Accord
- The Comanche Cipher
- The Escape
- Uneven Structure
- Visions
- Without Thought